# Ramdohr (Adelsgeschlecht)
Ramdohr ist der Name eines alten mitteldeutschen und braunschweigisch-hannoverschen Adelsgeschlechts. Herkunftsort der Familie Ramdohr war seit dem 12. Jahrhundert die Stadt Aschersleben in Sachsen-Anhalt; von 1686 bis 1839 besaß sie das Gut Drübber in Niedersachsen.

## Geschichte

### Ursprung
Die ältesten Vertreter der Familie Ramdohr waren wohl ritterbürtig und stammten möglicherweise aus dem Flämischen. Sie könnten sich um 1160 als Kolonisatoren (Lokatoren) im östlichen Vorharz niedergelassen haben, im Zuge der askanischen Ostkolonisation der durch dauernde Fehden entvölkerten Landstriche Sachsens und der Mark Brandenburg unter Albrecht dem Bären. Die Familie gehörte jedoch in der Folge – seit ihrer urkundlichen Ersterwähnung von 1377 – zum Bürgertum der Stadt Aschersleben.

### Verbreitung
Bereits auf einer vom Archivar Ludwig Hänselmann aufgefundenen und veröffentlichten Urkunde von 1377 (Klageschrift des Bischofs Albrecht III. von Halberstadt gegen die Bürger von Aschersleben wegen eigenmächtigen Errichtens der Stadtbefestigungen) fand der Name Ramdohr Erwähnung. Nachweislich lebten Vertreter der Familie seitdem in und um Aschersleben und bekleideten diverse öffentliche Ämter als Gerichtsschöffen, Magistratsmitglieder und Bürgermeister, wie zum Beispiel Joachim Ramdohr und dessen Vorfahren. Abkömmlinge desselben gehörten vom 17. bis ins 20. Jahrhundert dem Staatspatriziat (Hübsche Familien) im kurhannover-braunschweigischen Raum an. Nach der Annexion Hannovers 1866 finden sich einige Namensträger in Preußen, insbesondere in Berlin und Potsdam, in neuerer Zeit auch in Kassel, Konstanz, München, Wittenberg und in Südamerika. Der in Aschersleben verbliebene Zweig der Familie reicht ebenfalls bis in die Gegenwart.

### Standeserhebungen und Güter

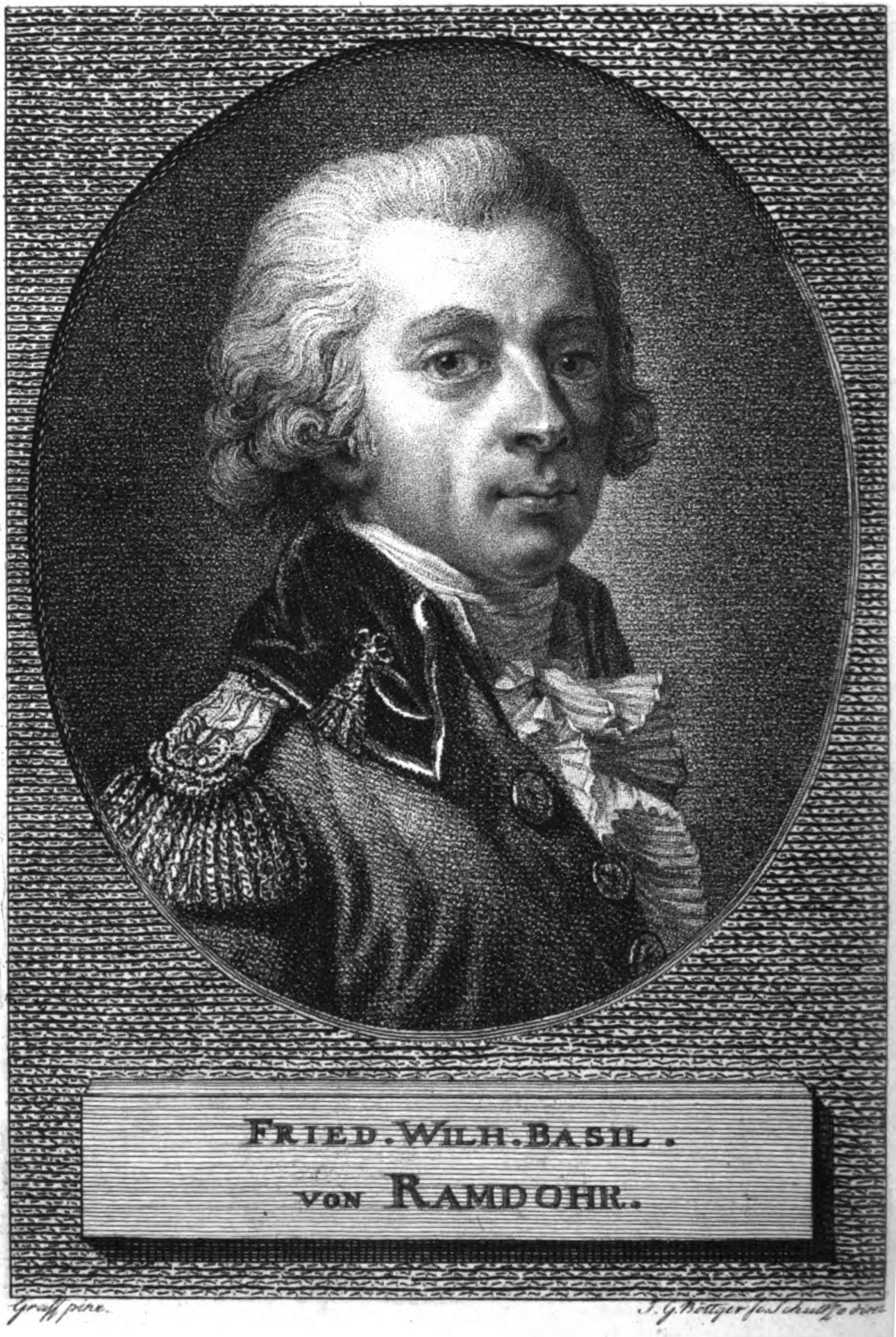
Friedrich Wilhelm Basilius von Ramdohr

Der Adel könnte wohl schon seit Alters her bestanden haben, da bereits 1646 ein Georg Wilhelm von Ramdohr lehensrechtliche Urkunden für die Herzöge Christian Ludwig und Georg Wilhelm von Hannover erstellte und auch der erste in der frühen Neuzeit nachweislich in den Reichsadelstand
erhobene Namensträger, Andreas Ramdohr, um 1650 bereits das auf derartige Abstammung verweisende Wappen führte. Seinem Sohn Albrecht Andreas von Ramdohr, Gesandter in kurhannoverschen Diensten, wurde 1686 das Rittergut Drübber (Grafschaft Hoya), der heutige Heisenhof, das bis 1839 im Besitz der Familie blieb, und dessen Sohn vor 1750 das Gut Sülbeck bei Einbeck verliehen. Ferner wurde das Adelspatent 1716 kurfürstlich erneuert und vom Kaiserhof in Wien laut Publikation vom 23. Januar 1719 neuerlich bestätigt, da die Familie sich schon vor vielen Saeculis im Adelsstande befunden habe. Fortan trug eine Reihe von bekannten Nachkommen den Namen „von Ramdohr“. Unter ihnen finden sich zahlreiche Beamte, Diplomaten und Militärpersonen in hannoverschen, braunschweigischen und später preußischen Diensten, wie der durch den „Ramdohrstreit“ berühmt gewordene Basilius von Ramdohr, oder dessen Bruder Ludwig Heinrich Philipp von Ramdohr, der von 1804 bis 1810 Besitzer des Guts Beidendorf war. Auch ein kurhannoversches Dragonerregiment wurde nach seinem Inhaber „von Ramdohr“ benannt.

## Wappen (Blasonierung)
Bereits auf einem 1653 angefertigten Porträt von Andreas Ramdohr ist das Wappen der Familie Ramdohr dargestellt. Die Blasonierung nach H. Grote (Geschlechts- und Wappenbuch des Königreichs Hannover und des Herzogthums Braunschweig. 1843; unter Edelleute & Pag. 2) lautet: „Schild gespalten, vorn (links) in Silber drei rothe linke Schrägbalken, hinten in Blau ein aufspringender (steigender) goldener Löwe. Auf dem blau-gold und rot-silber bewulsteten Turnierhelme eine rothe, gold-besäumte Rose, zwischen zwei Büffelhörnern, welche Gold/Blau und Rot/Silbern übereck geteilt sind. Die Helmdecken sind Roth/Silber und Blau/Gold. Bedeutung: Balken stehen für Festigkeit, der Löwe für Mut, der Turnierhelm für gute Abkunft und ritterlichen Sinn und die Rose für in der Schlacht vergossenes Blut. Die Büffelhörner bekunden Streitbarkeit. Die Farben Blau/Gold stehen für Treue, Freude und Lust, während Rot/Silber Kühnheit verheisst.“ Eine entsprechende Lithographie des Wappens mit dem Spruchband „Les petits ruisseaux font les grandes rivières“ findet sich ebenfalls im Wappenbuch von 1843. Das Wappen steht bis heute in Gebrauch.

## Namensträger (Auswahl)

### Ältester Ascherslebener Zweig
- Andreas Ramdohr (* ca. 1490; † 31. Mai 1547?), Bürger und Leineweber in Aschersleben, ⚭ Magdalena, geb. Kreye(n) (* ca. 1500), Tochter des Andreas Kreyen, Bürger in Aschersleben
  - Andreas Ramdohr (ca. 1520–1585), Gerichtsschöffe des Amtes Arnstein im Dienst der Grafen von Mansfeld
    - (?) Valentin Ramdohr († nach 1614), Ermsleben
    - Burchard von Ramdohr[5] (ca. 1556–1630), war 1614 Ratskämmerer und 1628 Bürgermeister von Ermsleben, Gutspächter, Lehensträger der Herren von Hoym, zwei Ehen, 15 Kinder
      - Joachim Ramdohr (1587–1667), Bauherr und Magistratsmitglied in Aschersleben
        - Andreas Ramdohr (1613–1656), Rechtsgelehrter und Gesandter des Herzogs August II. von Braunschweig
        - Joachim Ramdohr (* 12. September 1662), ab 1695 Bürger in Wernigerode

      - Andreas Ramdohr (* ca. 1617 Ermsleben; † n. 1688 Braunschweig) Capitaine des Armes in Braunschweig[5]

  - (?) Andreas Ramdohr der Ältere (* ca. 1537; † 30. Mai 1607), Leinweber in Aschersleben, ⚭ N.N. († 16. Juli 1604)
    - Nicolas Ramdohr († 16. September 1617), Leinwebergeselle in Aschersleben
    - (?) Andreas Ramdohr (* ca. 1564; † 20. November 1615) Maurer auf der Steinbrücke, ⚭ 11. Januar 1591 mit Anna Moring (* ca. 1567; † 14. Februar 1632); zahlreiche Kinder starben 1625 jung an der Pest
      - Andreas Ramdohr (* 14. Februar 1596; † 16. April 1664), Hofesherr und Kastenherr in Aschersleben

  - Joachim Ramdohr (* ca. 1540; † vor 1614), auf der Steinbrücke, Bürger in Aschersleben; ⚭ N.N. († 17. Oktober 1614)
  - (?) Jacob Ramdohr, im Jahre 1558 als Schützenmeister in Aschersleben erwähnt[6]
    - (?) Hans Ramdohr (* um 1525 ?; ⚭ um 1550 ?)
      - (?) Georg Ramdohr (ein Bürger); ⚭ 4. Oktober 1575 in Aschersleben mit der Witwe Anna Laue[7]
      - Hans Ramdohr (* um 1556; † 8. Juni 1618), Schmied und Bürger in Aschersleben; ⚭ um 1580 N.N. († 13. Juni 1620)
        - Jacob Ramdohr (* ca. 1585; † 30. April 1636), Schmied oder Schützenmeister
        - Daniel Ramdohr († 19. März 1622), Schmied; ⚭ 24. November 1617[8] mit Anna Belwe[9]
          - Johannes Ramdohr (* 26. Juni 1619 in Aschersleben)

        - Johannes Ramdohr († 17. September 1663), Maurer, Ausreiter des Rates, eines ehrbaren Rates Stallmeister; ⚭ 30. November 1618 Anna Schappau (* 1594 Mehringen; † 6. Mai 1679 Aschersleben)
          - Anna Ramdohr (* 29. Oktober 1628 in Aschersleben)

    - (?) Jakobus Ramdohr bzw. Randau[10] (* ca. 1550 in Aschersleben, † 1618 in Barby), ab 1583 Pfarrer der Schlosskirche Bernburg,  dort 1596 als Gegner der reformierten Theologie entlassen, 1597–1618 Stadtpfarrer zu St. Marien und St. Johannis in Barby; ⚭ Anna Rost († 29. Mai 1616 in Barby)
      - Catharina Ramdohr († 13. Oktober 1605 in Barby), erwähnt als Patin am 8. April 1605
      - Andreas Ramdohr († Februar 1607 in Barby)
      - Jacobus Ramdohr; ⚭ Barby 25. Juni 1614 mit Platina N. N., Witwe des Christoff Wittling, Bürgermeister von Alschleben/Alsleben[11]

### Auf Andreas Ramdohr (1613–1656) zurückgehender Zweig in Kurhannover

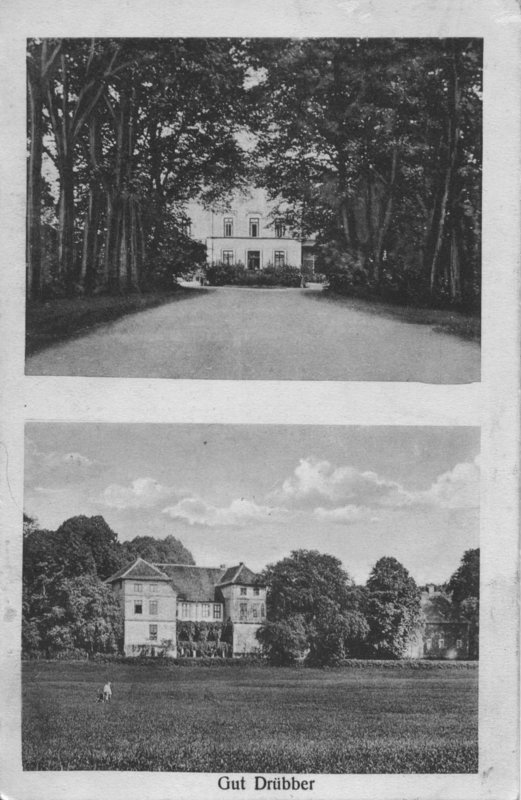
Rittergut Drübber, Postkarte 1914

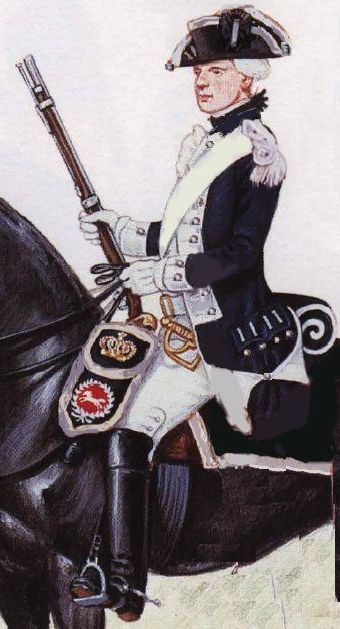
Dragoner-Regiment von Ramdohr, 1790

- Albrecht Andreas von Ramdohr (1649–1730), kurhannoverscher Gesandter, Herr auf Drübber, Adel 1716 erneuert[13], ⚭ (I.) 1677 Frankfurt/Oder mit Maria Theodore Heinsius (1658–1689), ⚭ (II.) 1690 Celle mit Sarah Bacmeister (1670–1740)
  - (I.) Melchior Albrecht von Ramdohr (* 1678 Celle; † 1727 Bardowick), Amtmann zu Scharnebeck, erwarb den freien Hof ebenda und das Rittergut Sülbeck bei Lüne,[14] ⚭ mit Anna Sophia Erberfeld (* 1679 Helmstedt; † 1760)
    - Georg Wilhelm von Ramdohr (ca. 1703–1783), von 1750 bis 1769 Canonicus im Dom Bardowick
    - (?) Albrecht Daniel von Ramdohr (* um 1708; † nach 1773) aus Celle, um 1723 stud. Jena[15], um 1750 Besitzer, 1752 Bewohner des Guts Sülbeck im Amt Lüne[16], Februar 1760 Landrentmeister[17], erhält 1773 im hohen Alter lebenslange Pension[18]
    - Sara Theodora von Ramdohr (* 1708; † 1756 Neuhaus) ⚭ Johann Wilhelm Reinbeck
    - Maria Louise von Ramdohr (* 23. August 1710 Scharnebeck; † 18. Oktober 1778 Bergen)[19] ⚭ 1733 Bardowick mit Pastor Johann Gregorius Fesser (* 1702; † 1779 Bergen)
    - Albertine von Ramdohr (1715–1804), Konventualin in Isernhagen

  - Johann Andreas von Ramdohr (ca. 1680–1732), Landrentmeister, ⚭ 1706 mit Katharina Maria, Enkelin des Christoph Schrader; 1709 von Kurfürst Georg Ludwig für Verdienste mit 500 Reichsthalern belohnt[20]
  - Heinrich Gustav von Ramdohr (* ca. 1680 Celle; † 1731 ebenda), Amtmann in Harpstedt und Ahlden, ⚭ 1708 in Aerzen mit Anna Elisabeth Voigt
  - (II.) Christian Ludwig von Ramdohr (1691–1731), ab 1719 Sekretär der Regierung in Hannover, 1724 Referendarius in Stade, Amtmann zu Ahlden[21]
    - Andreas Rudolph von Ramdohr (* 1722 Stade; † 1754 Göttingen), ab 1742 Jurist an der Universität Göttingen[22]

  - Gottlieb Christian von Ramdohr (1700–1773), kurhannoverscher Oberst
  - Margaretha Louise von Ramdohr (1705–1790), ⚭ ab 1726 m. Johann Samuel von Berger, Sohn des Johann Heinrich von Berger
  - Albrecht Andreas von Ramdohr d. Jüngere (1709–1775)[23], Geheimer Kammer- u. Regierungsrat in Stade, 1740 bis 1769 am Oberappellationsgericht Celle; ⚭ 1736 m. Luise Sophie von Kotzebue (1715–1794)[24]
    - Karl Albert Levis von Ramdohr (1737–1810), kurhannoverscher Dragonerhauptmann[25]
      - Georg Wilhelm Alexander von Ramdohr (1772–1846 Springe), 1793 Fähnrich im 5. Kavallerieregiment[26], 1806 als Leutnant im 1. Dragonerregiment der KGL in Irland, 1815 Rittmeister in Waterloo, um 1837 in Kirchwehren als Amtmann von Blumenau[27]
        - Luise Henriette von Ramdohr (* 1811 Lochren, Irland; † 1901), Priorin in Wienhausen/Celle[28]
        - Wilhelm von Ramdohr (* 1816 Kirchwehren; † um 1878), preußischer Katasterkontrolleur in Meppen[29]

    - Georg Johann Christian von Ramdohr (1745–1805)[30], Amtschreiber in Celle, Hitzacker, Niedeck, Gifhorn u. a.[31]; ⚭ 1776 m. Dorothee Elisabeth Manecke (1756–1804)
      - Friederike Wilhelmine Luise Elisabeth von Ramdohr (1779–1830), ⚭ Friedrich August Crome[32]
      - Georg Heinrich Wilhelm von Ramdohr (1780–1851), Rotenburger Advokat

  - Georg Wilhelm von Ramdohr (1693–1755), kurfürstlicher Rat, ⚭ Helene Louise von Cramer
    - Sara Margarethe von Ramdohr (1722–1780), ⚭ Johann Just von Berger, königlich-dänischer Leibarzt
    - Georg Wilhelm von Ramdohr (1726–1798), Generalleutnant der Kavallerie, Inhaber des Dragonerregiments von Ramdohr von 1781 bis 1797[33]
    - Alexander Andreas von Ramdohr (1724–1782), Land- und Schatzrat[34], ⚭ Johanna von Borries
      - Friedrich Wilhelm Basilius von Ramdohr (1757–1822), konservativer Jurist, Journalist, Kunstkritiker und preußischer Diplomat
      - Alexander Andreas von Ramdohr (* 17. Januar 1760; † 21. April 1822 in Drübber), ab 1807 Herr auf Drübber, 1818 Oberstleutnant a. D. und Landrat der Grafschaft Hoya im Amt Westen
      - Ludwig Heinrich Philipp von Ramdohr (1762–1831), 1797 Capitain im Inf.-Rgt. 11, 1815 Obristleutnant[35], Kommandeur d. Landwehrbataillons Lüneburg bei Quatre-Bras[36] und bis 1831 Elbzollinspektor in Bleckede
      - Wilken Albrecht Christian von Ramdohr (* 11. November 1765 in Drübber; † 6. August 1823 in Horneburg), 1805 Gutsherr auf Neuhof bei Lübeck, 1818 Major und Zollinspektor Amt Syke, ⚭ Dorothea Sophie Wilhelmine von Düring a. d. Hause Horneburg. Er sammelte[37] bis zum Tode für eine geplante Predigerchronik des Pastors Schläger
        - Wilhelm Albrecht Andreas von Ramdohr (1800–1882), Generalleutnant und Kommandeur der 2. königlich-hannoverschen Infanteriedivision bis 1866
          - Albrecht Philipp Georg von Ramdohr (1839–1885); hannoverscher Leutnant in der Schlacht bei Langensalza, danach preußischer Hauptmann

        - Marianne Lucie Luise von Ramdohr (* 1802 Gifhorn; † 1877 Celle)[38]
        - Philipp Christian von Ramdohr (1803–1864), Amtmann und Klosterrat in Wilhelmsburg, ⚭ 1840 Sophie Charlotte von Dobbeler (1821–1907)
          - Henriette Marianne Philippine von Ramdohr (* 30. Oktober 1842), Chanoinesse in Lüne[39]
          - Wilhelm Carl Wilken Andreas von Ramdohr (1843–1866), ⚔ als Leutnant im Infanterie-Rgt. Nr. 27, 3. Kompanie, nach Schusswunde bei Königgrätz.[40][41][42] Bestattet in Horschitz, St. Gothard.[43]
          - Karl Alexander Wilhelm Philipp von Ramdohr (* 4. November 1846 Wilhelmsburg; † 23. Mai 1928), kgl. preußischer Generalleutnant in Potsdam, Rechtsritter des Johanniterordens; ⚭ 30. Dez. 1874 Hannover Hippolyta Wilhelmine von Schrader (* 7. Dez. 1846 Bliestorf; 23. Juli 1917 Eisenach)
            - Agneta Charlotte Adolphine von Ramdohr (* 26. September 1875 Berlin; † 1919) ⚭ Frankfurt/O. 1894 Bernhard Graf Finck von Finckenstein (* 9. August 1868 Ziebingen; † 2. Juni 1913 Potsdam), preuß. Hauptmann a. D. und Erbritter des Johanniterordens
              - Irene Gräfin Finck von Finckenstein (* 15. August 1895 Frankfurt/O.; † 28. Januar 1960 München)
              - Karl Wilhelm Adolf Otto Bernhard Finck von Finckenstein (* 24. Februar 1897 Küstrin; ⚔ 1. Mai 1915 als königl. preuß. Leutnant)[44]
              - Wolf-Heinrich Karl Wilhelm Günther Graf Finck von Finckenstein (* 1. Februar 1898 Küstrin; † 3. Mai 1917 vor Laon, Frankreich gefallen)
              - Elisabeth Margarethe Gräfin Finck von Finckenstein (* 19. Februar 1904 Frankfurt/O.; † 24. Juni 1981 Reutlingen); ⚭ Potsdam 1922 Georg von Hantelmann

            - Wilhelm Albrecht Heinrich Alexander von Ramdohr (* 15. Oktober 1876 in Berlin; † 14. Mai 1918 Potsdam), 1910 Oberleutnant im Garde-Regiment 23, 1915 kgl. preuß. Rittmeister a. D.; ⚭ (I) Charlottenburg 1900 Erna Kühlstein (* 1882 Charlottenburg; † 1914 Darmstadt)[45]; ⚭ (II) 30. Januar 1915 Potsdam Irene Gräfin Finck von Finckenstein (* 15. August 1895 Frankfurt/O.; † 28. Januar 1960 München)
              - Ernst Karl Bernhard Albrecht Andreas von Ramdohr (* 5. September 1901 in Berlin-Charlottenburg)
              - Albrecht Andreas Karl Ernst von Ramdohr (* 26. Januar 1903 in Düsseldorf; † 1950 Lobito, Angola), Kfm. und Kunstflieger[46]
              - Alexandra Eugenie von Ramdohr (* 1904 in Düsseldorf; † 1969 Schinkel); ⚭ Kiel 1932 Walter Wernicke (* 1902), Kaufmann
              - Karl Wilhelm von Ramdohr (* 1. November 1907 in Darmstadt; † 1948 auf seiner Farm bei Lobito, Angola), Landwirt[47]
              - Erna Melitta von Ramdohr (* 1912 in Darmstadt; † nach 1980); ⚭ 1941 Rudolf Seyschab († 1972), Amtsdirektor und Großgärtneibesitzer
              - Wilken Basilius Karl Bernhard (* 1916 Potsdam), Hockeyspieler Berliner HC, Deutscher Meister 1941,[48] Dr. jur., Steuerberater; ⚭ Hamburg 1948 Christa Elmenhorst (* Berlin)

          - Otto Wilhelm Philipp von Ramdohr (* 15. Mai 1854 Wilhelmsburg; † 1924), preußischer Generalmajor[49], Kommandeur des Infanterie-Rgt. 76 1905 bis 1909; ⚭ N.N. (* 1870)
            - Otto Karl Gustav von Ramdohr (* 22. Januar 1899 in Kandel; † 15. Januar 1989), kgl. preußischer Leutnant a. D.[50], 1917 Offizier beim Generalstab, 1918 Freikorps in München[51], Dipl.-Ingenieur; ⚭ Hildegard Thekla Martha Elfriede von Ponickau (* 12. Juli 1903 Bad Soden am Taunus; † ? Hirschbach)[52]
              - Withego von Ramdohr (* 26. Dezember 1935 Berlin; † ? Berlin), stud. jur. Landschaftsgärtner
              - Wilken von Ramdohr (* 28. Januar 1938 Berlin; † 1. April 2010 Hirschbach/Opf.) Ingenieur und Hotelier ⚭ Sabine Krebs (*29.08.1940 Berlin)
                - Yorck von Ramdohr (* 19. November 1960 in Nürnberg) Hotelkaufmann ⚭ Doris Jaworsky (* 1. Januar ? Nürnberg)
                - Ingo von Ramdohr (* 9. Dezember 1962 Nürnberg) Bauingenieur F.H. ⚭ Cornelia Sczeponik (* 12. Mai 1965 Nürnberg)
                - Uwe von Ramdohr (* 10. Mai 1965 Nürnberg) Einzelhandelskaufmann ⚭ Ute Ingrid Zeltner (* 31. Juli 1971 Sulzbach-Rosenberg)
                  - Mara von Ramdohr (* 27. April 1996 in Hersbruck)
                  - Lea von Ramdohr (* 9. September 1999 in Hersbruck)
                  - Noah von Ramdohr (* 6. April 2006 in Lauf an der Pegnitz)

            - Wilken von Ramdohr (eig.: Carl Wilken Alexander Andreas von Ramdohr, * 2. September 1906 Hamburg; † 1993 München), Oberfeldrichter im Zweiten Weltkrieg[53], Jurist und Autor in München; ⚭1936, ⚭1942, ⚭1961 mit insges. 4 Nachkommen
              - Andreas Manuel von Ramdohr (* 1951 in München; † Anf. Dezember 2019[54] ebenda) Ethnologe, Koordinator für die Welthungerhilfe in Nordkorea[55] und Afghanistan[56]

        - Sophia Caroline von Ramdohr (* 1806 Neuhof/Lübeck; † Juni 1857); ⚭ N.N. Freiherr von Harthausen
        - Sophia Charlotte Albertine von Ramdohr (* 1811 Neuhof/Lübeck; † 1890); ⚭ Harburg 24. April 1840 Christian von Düring, kgl. hannoverscher Oberst († 29. April 1875 in Horneburg)
        - Louise Charlotte Sophie von Ramdohr (* 1817 Brinkum; † 1877 Hildesheim)
        - Henriette Eleonore von Ramdohr (* 1819 Brinkum; † 1840)

### In Aschersleben verbleibender Zweig und davon abstammende Linien
- Martin Ramdohr (* vor 1600; † nach 1650); Weinherr in Aschersleben, 1650 Hochzeits-Gast bei Hans Ramdohr (1624–1687)
- Andreas Ramdohr (ca. 1645–1700; Stud. jur. in Leipzig 1661)[57]

von Andreas Ramdohr (1596–1664) abstammende Linie
- Hans Ramdohr (* 19. August 1624; † 5. Juni 1687), Landwirt; ⚭ (1) am 17. Juni 1650 mit Marie Merten (1628–1675); ⚭ (2) am 18. Juli 1676 mit Margarethe geb. Koch (1650–1709), Witwe des Joachim Hagedorn aus Groß Schierstedt
  - Andreas Ramdohr (* 4. Mai 1651 in Aschersleben; † um 1704 Harkerode), Bürger und Brauer in Aschersleben, Richter und Freisasse in Harkerode;  ⚭ (1) am 23. April 1676 m. Anna Hüffeiser, weiland Michael Amtmanns, Freisassen und Einwohners in Harkerode Witwe; ⚭ (2) am 17. Juli 1677 m. Anna Knape (* 1655 Aschersleben; † um 1704 Harkerode), des Kämmerers Heinrici Knape zu Aschersleben eheleiblicher Tochter
    - Johannes Martin Ramdohr (* 26. Juni 1678 Harkerode; † 29. Juni 1735 Aschersleben), Bürger und Brauherr in Aschersleben; ⚭ ebd. 3. März 1718 Anna Rebecca Lamprecht (* 10. September 1697; † 17. Mai 1753)
      - Johann Andreas Heinrich Ramdohr (* 12. März 1716)
      - Johann Martin Ramdohr (* um 1720 Aschersleben; † nach 1770 Königsberg); ab 1746 Dissertation und dann Arzt in Königsberg
      - Johann Heinrich Gottfried Ramdohr (* 1721; † 24. Oktober 1802), Bürger, Brauherr und Ackersmann in Aschersleben; ⚭ am 13. Oktober 1750 in Arnstedt mit Anna Maria Benedicta Hetzel (1730–1795), Tochter des Ackermanns Johannes Hetzel (* 1704) aus Arnstedt
        - Maria Christina Ramdohr (* 29. März 1759 in Aschersleben; † 23. April 1837 ebd.)
        - Johann Gottlieb Ramdohr (* 9. September 1768; † 7. März 1858), Bürger, Brauherr und Ackersmann, Privatier 1856 Über den Steinen 129; ⚭ am 5. Januar 1797 m. Christine Elisabeth Müller (1772–1837), Tochter des Bürgers, Brauherrn und Ackersmanns Johann Salomon Müller
          - Daniel Gottfried Christian Ramdohr (* 29. Juli 1803; † 28. August 1866), Bürger, Brauherr und Oekonom; Kastenherr St. Stephani; lebte 1856–1865 in Aschersleben, Hinter dem Turm 145
            - Wilhelm Gottfried Ramdohr (* 8. Mai 1833; † 12. April 1900)[58] Rittergutpächter auf Klosterrode bei Eisleben; lebte 1865 Hinter dem Turm 145
              - Hermann Wilhelm Albert Ramdohr (* 8. März 1866 in Aschersleben), Landwirt in Klosterrode

          - Daniel Christian Andreas Ramdohr (* 2. Februar 1807; † 26. Oktober 1854), Bürger, Brauherr und Oekonom; ⚭ Friederike Louise Elisabeth Oelgart (1819–1862) aus Wilsleben
            - Gustav Friedrich Ramdohr (* 27. August 1844), Hofverwalter in Volkstedt; ⚭ Charlotte Minna Bode aus Quenstedt
              - Hermann Paul Ramdohr (* 20. April 1877)

            - Franz August Ramdohr (* 5. Juni 1850 Aschersleben); Subdirektor der Lebensversicherungs-Actien-Gesellschaft „Germania“ in Halle[59]
              - Willy Ramdohr (* 19. April 1883 auf Rittergut Großwechsungen)

    - Maria Rosina Ramdohr (* 7. Dezember 1680 in Harkerode)
    - Augustinus Henricus Ramdohr (* 5. Januar 1684 in Harkerode, † Dezember 1754), als kurpfälzischer Compagnie-Feldscher auf verschiedenen Feldzügen u. a. in Brabant und Italien, später Chirurg in Lennep; ⚭ 21. Mai 1713 in Lennep mit Anna Cecilia Sandkuhl (1694–1730), Tochter des Joh. Jürgen Sandkuhl aus Mülheim und der Cecilia geb. Busch
    - Gottfried Ramdohr (* 23. Juli 1687 in Harkerode)
    - Andreas Ramdohr (* 12. Januar 1691 in Harkerode; † 1730 in Radevormwald), Chirurgus; ⚭ 19. Oktober 1722 in Radevormwald mit Anna Maria Bauendahl, Tochter des Adolph Bauendahl, Richter, Bürgermeister, Gerichtsschöffe
    - Christian Friedrich Ramdohr (* 15. Mai 1697 in Harkerode)

  - Hans Ramdohr jun. (* 7. November 1656 Aschersleben; † 22. November 1701 ebenda), Hansens senioris eheleiblicher Sohn; ⚭ am 14. Oktober 1679 Margarethe (1655–1699), Valentin Maerkers, Brauherren und Fleischers sel. nachgelassene Tochter
    - Johann Balthasar Ramdohr (* 31. Mai 1681; † 13. Januar 1729), ⚭ 1702 Gertrud Mertens (1679–1750)
      - Johann David Ramdohr (1706–1742), Jurist, Bürger und Brauherr in Aschersleben[60]
        - Johann Christian Ramdohr (1730–1803), 1754 bis 1764 Subrektor und Konrektor im Stephaneum[57], Pfarrer in Groß Schierstedt, Bienenzüchter[61]
          - Friedrich Christian Carl Ramdohr (1760–1828), Dorfpfarrer von Polleben bei Eisleben
            - Friedrich Christian Carl Ramdohr (1788–1860), Rektor in Wettin, 1820–1855 Pastor in Teutschenthal
              - Friedrich Christian Carl Ramdohr (geb.1825), Erzieher und später Generalsekretär des Grafen Henckel in Wien, Brauereibesitzer in Bruck

        - Johann David Ramdohr (1733–1800), Amtmann des Guts Westeregeln für das Domkapitel Magdeburg
          - Karl August Ramdohr (1780–1845), Dr. phil., Arzt in Beichlingen, Zoologe, Amtsrat in Jurgaitschen
            - Karl Hermann Ramdohr (1813–1883), Amtsrat in Kattenau
              - Karl August Hermann Ramdohr (1850–1915), Oberstleutnant in Stargard

        - Johann Balthasar Ramdohr (1735–1785), Kauf- und Handelsmann in Aschersleben, ⚭ 1765 Anna Magdalena Müller[62]
          - Johann Friedrich Ramdohr (1771–1854), Kauf- und Handelsherr in Aschersleben, ⚭ 1797 (I.) Marie Dorothee Müller[63], ⚭ 1819 (II.) Sophie Buchholz
            - Friederike Wilhelmine Ramdohr (* 18. August 1801)

        - Johann Gottlieb Ramdohr (1741–1785), Amtsmann des Gutes in Aderstedt
          - Carl David Ramdohr (1774–1813), königlicher Justiziar in Jerichow
            - Albert Friedrich Wilhelm Ramdohr (1808–1871), ab 1835 Pastor in Kränzlin bei Neuruppin, 3 Ehen, 16 Kinder[64]
              - Anna Marie Ramdohr (* 15. August 1849 Kränzlin), ⚭ ebd. 29. August 1871 Jean Tournier (* 1845), Redakteur Schlesische Zeitung[65]
              - Albert Johannes Paul Ramdohr (1859-) Apotheker in Überlingen und Darmstadt
                - Paul Georg Carl Wilhelm Friedrich Ramdohr (1890–1985), Mineraloge

    - Gottfried Ramdohr (* 8. Juli 1692; † 14. Juni 1745) Weißgerbermeister in Aschersleben; ⚭ 12. August 1717 Anna Magdalena Laue

  - David Ramdohr (* 4. März 1668 in Aschersleben; † 1. Februar 1731 ebenda), Bader und Wundarzt, bis 1695 in Quedlinburg[66] ⚭ I. Aschersleben 21. Mai 1695 Catharina Elisabeth Hörning (* 9. August 1677; † 22. März 1708), ⚭ II. Aschersleben 6. November 1708 Maria Lamprecht (1684–1720; Tochter des Bäckers Jacobus Lamprecht (1648–1693); Witwe des Schusters und Brauherrn Johann Caspar Bauer (* 9. Januar 1659 Quedlinburg; † 28. Oktober 1707 Aschersleben), dem Urgroßvater von Gottfried August Bürger)[67]
    - (aus II.) Sophia Rosina Ramdohr (1709–1779); ⚭ 8. Juli 1727 Johann Tobias Bauer (1704–1780), Seifensiedermeister und Brauherr in Aschersleben; dieser ebd. ⚭ 1779 (II.) Elisabeth Frauendienst (* 1732), Schwester der Dorothea Margaretha Frauendienst (1742–1814)
      - Johann Gottfried Bauer (* 1. April 1732; † 31. März 1802); ⚭ 14. Mai 1761 Dorothea Margaretha Frauendienst (1742–1814)

 von Jacob Ramdohr (* ca. 1585; † 30. April 1636) abstammende Linie

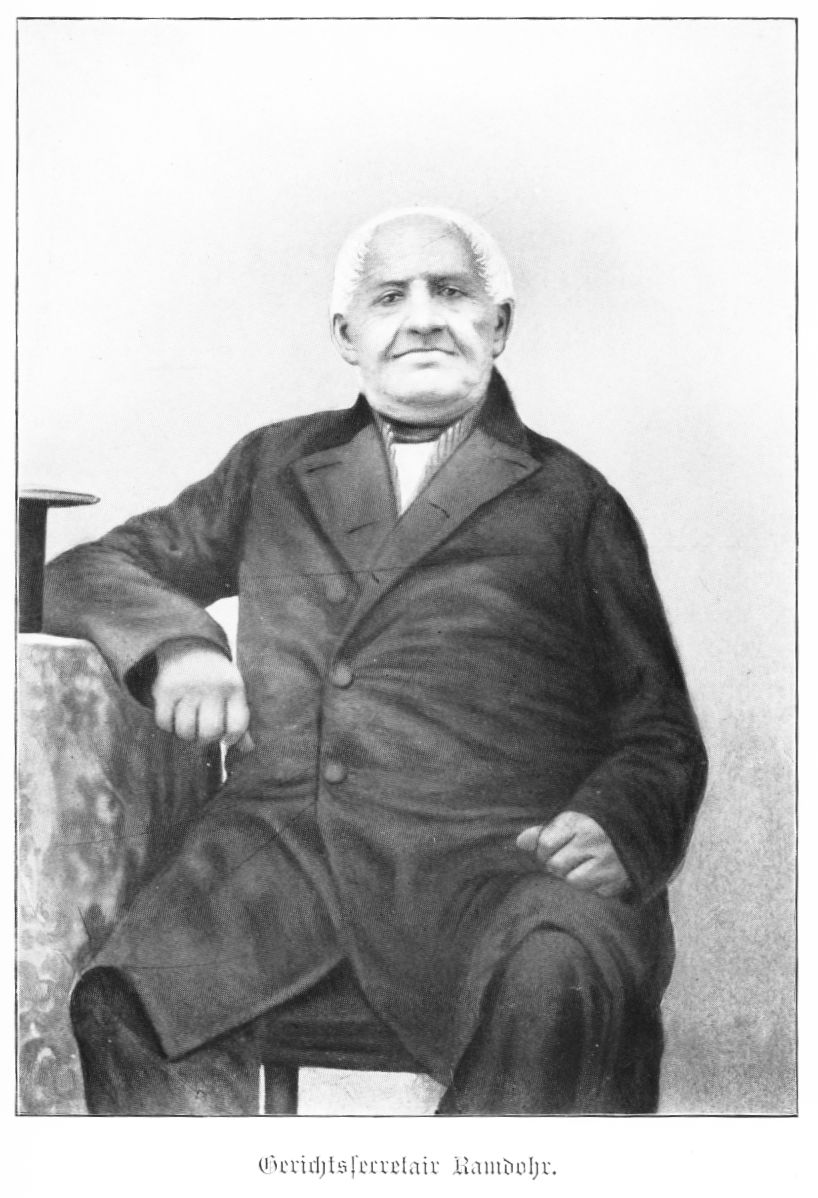
Johann Daniel Ramdohr

Jacob Ramdohr († 1636) ⚭ I. 1615 Catharina Zeisig (* in Radisleben; † 24. September 1626 in Aschersleben); ⚭ II. 1627  Catharina Halle (Tochter des Lazarus Halle)
- Johannes Ramdohr (* 14. Februar 1616; † 8. Mai 1626)
- Jacobus Ramdohr (* 18. April 1618; † 8. Mai 1626)[6]
- Christian Ramdohr (* 15. August 1628 Aschersleben; † 5. November 1691 ebenda), Müller der Burgmühle und Barwasser-Mühle zu Aschersleben; ⚭ (2) 1666 Maria Oelschläger († 1677), Tochter des Christoph Oelschläger (Oehlschlegel)
  - Andreas Ramdohr (* 6. Juli 1670; † nach 1704) Müller der Burgmühle; ⚭ 19. Januar 1692 Magdalene, Matthias Plocks Tochter
    - Anna Magdalene Ramdohr (* 25. Februar 1704)

  - Christian Ramdohr (* 1662; † 10. Oktober 1728) Müller; ⚭ 23. Juli 1689 Elisabeth Müller (1666–1719)[69]
    - Johann Christian Ramdohr (1690–1770), Zimmermeister, Mitbruder im St.-Elisabeth-Hospital; ⚭ 1714 Anna Magdalena Munter (1688–1763), Tochter des Gärtners Andreas Munter († 30. Mai 1723) und der Margaretha Busse († 14. Oktober 1706)
      - Maria Magdalena Ramdohr (* 10. Oktober 1715; † 21. November 1804)
      - Johann Andreas Ramdohr (1718–1784), Kürschnermeister und Landwirt in Aschersleben
        - Catharina Elisabeth Ramdohr (1761–1808), später verheiratete Trautewein
        - Johann Daniel Ramdohr (1775–1866), Pupillensekretär, 1808 westfäl. Kantonatsnotar und später preuß. Gerichtssekretär, Gründer[70] der Ramdohr'schen milden Stiftung, einer noch heute bestehenden Einrichtung zur sozialen Fürsorge in Aschersleben[71]

    - Johann Andreas Ramdohr (1699–1766), Ratszimmermeister in Aschersleben
      - Johann Andreas Ramdohr (um 1719–1786), Zimmermeister in Aschersleben
        - Johann Gottlieb Ramdohr (1756–1816), Oberschützenmeister, Brauherr und Ratszimmermeister
          - Friedrich Christian Daniel Ramdohr (1792–1851), Weißbäcker und Konditor
            - Carl Wilhelm Ramdohr (1823–1881), Brauherr und Konditor, Gründer des Café Ramdohr in der Taubenstraße
              - Gedenkmarke Gustav Ramdohr AG 1957 Adressbuch Aschersleben 1926 Carl Udo Ramdohr (1855-nach 1900), Konditor und Inhaber des Cafe Ramdohr in Aschersleben
                - (Otto) Willy Ramdohr (1884–um 1943), Konditor, Inhaber Kaffeehaus in der Taubenstraße

          - Gottlieb Jacob David Andreas Ramdohr (1794–1852), Brauherr und Brennereibesitzer[72] ⚭ Marie Christiane Just aus Dornitz
            - Ludwig Gottlieb Ramdohr (1830–1894), Bergbeamter und Erfinder, 1862 Fabrikdirektor, 1865 Stadtverordneter, 1866 technischer Leiter im Paraffinwerk der Braunkohlengrube Georg, 1868 Gründer der Privatgasanstalt Aschersleben, später Fabrikbesitzer in Halle, starb als Pensionär in Gotha
              - Hermann Ludwig Ramdohr (geb. 1855), Kreis-Bauinspektor in Culm
              - Otto Ramdohr (1857–1928), preußischer Generalmajor
                - Hans-Otto Ramdohr (1902–1969), SA-Mitglied und Forstökonom, inhaftiert zur Zeit des Röhm-Putschs[73]

            - Gustav Adolf Ramdohr (1834–1910), Bäckermeister, preußischer Kommerzienrat, Stifter des Hochaltars der St.-Stephani-Kirche, Gründer der 1857 bis 1973 bestehenden Gustav Ramdohr AG, eines im Getreidehandel (u. a. Versorgung des deutschen Ost-Heeres bis 1918) und Baustoffhandel tätigen Unternehmens[74]
              - Willy Max Ramdohr (1865–1940), Direktor der Firma Gustav Ramdohr AG
              - Richard Gustav Ramdohr (1860–1915), Kaufmann[75], Groß-Getreide-, Futtermittelhändler sowie Teilhaber der Monolith-Dämmplattenwerke und anderer Beteiligungen, auch der Fördergemeinschaft des Deutschen Mehlhandels AG in Berlin, sowie Immobilienbesitzer in Aschersleben und Dresden. Privat hat Richard Ramdohr eine der größten Käfersammlungen Deutschlands aufgebaut.
                - Lilo Fürst geb. Ramdohr, (1913–2013) Kunstmalerin und Gymnastiklehrerin, früheres Mitglied des Freundeskreises der Widerstandsgruppe Weiße Rose in München
                - Hans Richard Gustav Adolf Ramdohr (1912–1989), Kaufmann, Eigentümer und Direktor der ehemaligen Gustav Ramdohr AG Ascherslebener Getreidehandel, Häckselwerk, Baustoffherstellung und Handel
                  - Hans Dieter Ramdohr (1941–2015), Rechtsanwalt und Notar in Berlin bis 2006, verstorben am 20. September 2015
                  - Ulrich Richard Ramdohr, Betriebswirt und Bankkaufmann, Kaufmann in Aschersleben und Konstanz, Eigentum und Management von Liegenschaften in Aschersleben und Konstanz sowie Hotel- und Unternehmensbeteiligungen mit Tochter Isabella Ricarda Laura Ramdohr
                  - Gabriele Ramdohr
                  - Christine Ramdohr
                  - Andreas Jürgen Ramdohr, Unternehmensberater in Berlin
                  - Karen Eva Ramdohr

            - Adolf Ferdinand Ramdohr (1835–1916), Fleischermeister, wohnhaft am Tie 10 in Aschersleben
              - Adolf Ferdinand Ramdohr (geb. 1871), Konditor

            - Hermann Rudolf Ramdohr (1837–1889), Bergbeamter, Ziegeleibesitzer in Wansleben bei Teutschenthal
              - Hermann Ramdohr (1864–1942), preußischer Gerichtspräsident, Verfasser zahlreicher juristischer Bücher, u. a. über den Familienfideikommiss

        - Andreas David Ramdohr (1758–1814), Zimmermeister, ab 1795 in Heiligenthal
          - Johann Friedrich Gottlob Ramdohr (1795–1863), Schuhmachermeister, ab 1825 in Aschersleben
            - Gottlob Heinrich Ramdohr (geb. 1834), Schlossermeister, wohnte 1865 am Weinberg 459 in Aschersleben

      - Johann Gottlieb Ramdohr (* um 1730; † 23. Januar 1760) Zimmermeister in Aschersleben o. Nachkommen; ⚭ ebd. (II.) 26. April 1759 Dorothea Margaretha Frauendienst (1742–1814); diese ⚭ (II.) 14. Mai 1761 Johann Gottfried Bauer (1732–1802), Seifensiedermeister in Aschersleben[76]
- Catharina Ramdohr (* 9. Januar 1631; † 16. März 1642 ?)[77]
- Margarethe Ramdohr (* 9. August 1634; † 16. März 1642 ?)

### Linien in Lennep und den Niederlanden

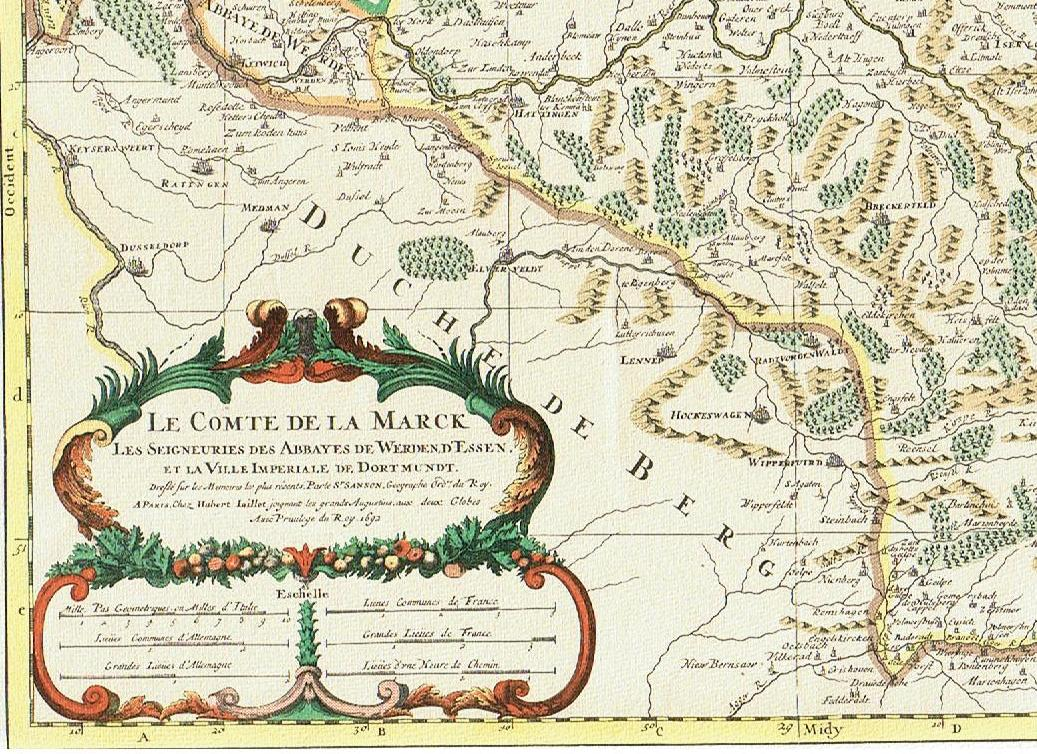
Ausschnitt der Karte Le Comte de la Marck, 1692 (Lennep und Radevormwald in der Mitte)

auf Augustinus Henricus Ramdohr (* 5. Januar 1684 Harkerode, † Dezember 1754 Lennep) zurückgehende Linie
- Anna Maria Ramdohr (* 13. Mai 1716[78] in Lennep; † 16. Oktober 1805 ebenda); ⚭ 7. Juni 1735 mit Peter Hermann[79]
- (Henr.) August Andreas Ramdohr, Augusti Henricus Ramdohrs Bürgers und Eingesessenen zu Lennep eheleiblicher Sohn (* 18. Februar 1718 in Lennep, † 14. Januar 1795 in Radevormwald), kunsterfahrener Chirurg, Gemeindevorsteher in Radevormwald; ⚭ 14. Juli 1744 mit Anna Gertrud Wever (1719–1783) aus Radevormwald
  - Johan Daniel Ramdohr (* 10. April 1756; aus Radevormwald), Soldat im Dienst der VOC, starb am 27. Juni 1786 nach der Überfahrt an Bord der Horssen in Batavia[80]
  - Anna Maria Margaretha Ramdohr (* 1752); ⚭ 24. März 1771 mit Theophilus Wilhelmus Hüttemann
- Johann Daniel Ramdohr (* 4. April 1729 in Lennep, ab 15. Februar 1754 als stud. chirurg., Lenneppens in den Matrikeln[81] der Universität Straßburg); um 1789 Armee-Chirurg (Chirurgijn Majoor) im niederländischen Infanterieregiment Nr. 12 van Bylandt; ⚭ Anna Maria Pronck
  - Christina Catharina Ramdohr (* 1763 Den Bosch; † 1829 Groningen)
  - Anna Maria Petronella Ramdohr (1767–1859); ⚭ Johan Fredrik Willem Veeren (Leutnant)
  - Johanna Wilhelmina Ramdohr (1771 in Groningen; † 1857 in Doesburg)
  - Johannes Augustus Ramdohr (* 12. Februar 1774 in Groningen; † 28. September 1833 in Utrecht) Generalmajor, Provinzialkommandant von Utrecht; ⚭ am 18. August 1814[82] in Deventer mit Frederica Sophia Wilhelmina Baronesse van Broeckhuysen, Tochter des Willem Harmen Baron van Broeckhuysen (1745–1788), Bürgermeister von Harderwijk
    - August Willem Daniel Ramdohr (* 7. Mai 1815 in Deventer); um 1847 Premierleutnant im 4. leichten Dragoner-Rgt., 1858 Träger des Ordens der Eichenkrone[83]
    - Anna Maria Ramdohr (* 22. April 1829 in Groningen; † 13. Mai 1909 ebenda)[84]; ⚭ 27. März 1850 Pieter de Mol Moncourt (1825–1879)
      - Johannes Augustus Frederik Willem de Mol Moncourt (* 1851)[85]
      - Niesje de Mol Moncourt (1861–1916)
      - Alfred Salomon Sieuwerd de Mol Moncourt (1863–1885), Sergeant

  - Johannes Petrus Ramdohr (* 1776; † 14. Juni 1812 in Doetinchem); um 1810 Premierleutnant[86] im niederländischen 8. Linien-Infanterie-Regiment[87]; ⚭ 1802 in Doetinchem mit Elisabeth Anna Voltelen
    - Arnolda Wilhelmina Ramdohr (* 1805; † 22. Juni 1899 in Doorwerth); ⚭ 14. August 1833 in Harderwijk mit Secondeleutnant Gerhard Rijnders[88]
    - Johan August Ramdohr (* 1810 Amsterdam; † 28. August 1883 in Rotterdam); ⚭ am 19. Februar 1861 in Heeze mit Mechelina Albertina Schelkes

### Braunschweigisch-Wolfenbütteler Zweig
vermutlich auf Andreas Ramdohr († nach 1688) zurückgehend

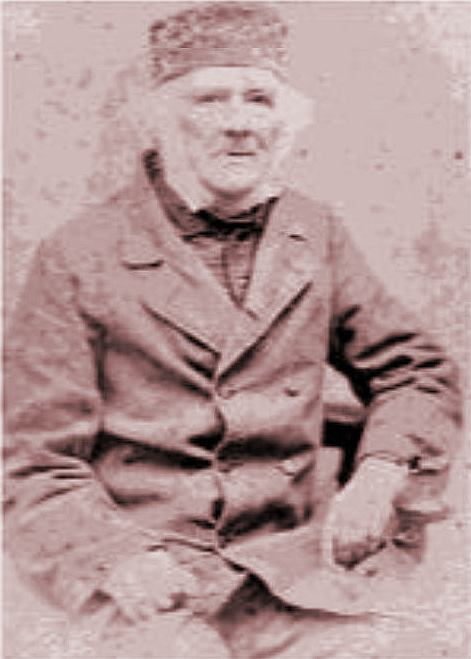
Franz Leopold Heinrich Ramdohr (1793–1866)

Andreas Ramdohr (* um 1617 in Ermsleben, wohl als Sohn des Valentin R.; † nach 1688 in Braunschweig) herzoglich braunschweigischer Capitaine des Armes; 15 Kinder aus zwei Ehen; ⚭ (I.) um 1645 mit N.N., lutherisch († 1653); ⚭ (II.) 9. Oktober 1654 in Braunschweig Sophie Rode
- Melchior Franz Ramdohr (* 19. September 1661; † 18. Februar 1717)[89], fürstlich braunschweigisch-lüneburgischer Mühlenschreiber in Wolfenbüttel
  - Philipp Friedrich Ramdohr (1694–1755), Leibchirurg des Herzogs von Braunschweig-Lüneburg[90]
  - Christian Heinrich Ramdohr (* 22. September 1701 in Wolfenbüttel; † 1730), ab 7. April 1729 im Kloster[91]
  - Anton Wilhelm Ramdohr (1707–1757), Berg-Chirurgus in Zellerfeld
    - Ferdinand Benedict Ramdohr (1735–1795), Leibchirurg des Herzogs Ferdinand von Braunschweig im Siebenjährigen Krieg, ⚭ Johanna Sophie Kutscher
      - Franz Leopold Heinrich Ramdohr (1793–1866), ⚭ Philippine Schoenian, Stadtschreiber, Richter, Bürgermeister in Clausthal
        - Claus August Julius Ramdohr (* 1822 in Clausthal), ⚭ 1857 mit Anna Alma Agnes Paulsen. Amtsrichter in Wittlage
        - Hans Georg Sophus Ramdohr (* 1824 in Clausthal; † 1887 Nevada), um 1852 im Goldminendistrikt Kaliforniens[92], 1856 San Francisco, dann Bergamts-Auditor, 1871 in Virginia City[93], vier Kinder (Franz, Heinrich, Marie)
        - Franz August Wilhelm Gottfried Ramdohr (1826–1863), Postbeamter, wanderte aus nach Kalifornien
        - Heinrich Julius Gustav Ramdohr (1828–1890), ⚭ Anna Sievers; Apotheker, wanderte aus nach Chile
          - Sophie Ramdohr-Sievers (* 1861); ⚭ in Concepción (Chile) mit Sedlmayer
          - Francisco Felipe Ramdohr-Sievers (1861–1916), ⚭ Marta Clara Elisa Bohlmann, lebte in Concepción (Chile)
            - Francisco Ramdohr-Volmand (1890–1940), ⚭ Mercedes Vargas-Mardones (1895–1967)
            - Herbert Ramdohr-Timmermann (1908–1978), ⚭ N.N. van Den Eikhof, lebte in Santiago de Chile

        - Ernst Claus Hans Philipp Ramdohr (1839–1922), Gymnasialdirektor, Erzieher von Otto Erich Hartleben
          - Johannes August Richard Klaus (Hans) Ramdohr (geb. 1876 in Attendorn), um 1935 Reichsbank-Direktor in Karlsruhe[94]
          - Enno Ramdohr (1887–1953), Bremer Staatsrat und Leiter der Bremer Finanzverwaltung

    - Johann Heinrich Ramdohr (1751–1813), Bürger und Kaufmann in Zellerfeld
    - Christian Heinrich Ramdohr (1755–1806), Pastor in Ribbesbüttel, ab 1806 in Hattorf
      - Heinrich Ferdinand Gottlieb Ramdohr (1783–1851), bis 1814 Sekretär beim Friedensgericht Wittmar, Privatsekretär in Wolfenbüttel
        - Christian Heinrich Friedrich Ramdohr (1806–1840), Schriftsetzer in Braunschweig
          - Caroline Ferdinande Ramdohr (* 16. April 1836), ⚭ August List, Mitglied des Deutschen Reichstags

        - Carl August Ramdohr (1810–1876), Kreisgerichts-Registrator in Wolfenbüttel
          - Otto Carl August Ramdohr (* 4. Februar 1843 in Wolfenbüttel), Kaufmann in London
          - Adolph Johann Heinrich Ramdohr (* 11. März 1845 in Wolfenbüttel; † nach 1893), Ober-Postsekretär in Braunschweig[95], 1889 Breitestr. 5
          - Carl August Robert Ramdohr (* 18. Dezember 1852 in Wolfenbüttel), Mechaniker in Leipzig

        - Carl Wilhelm Ferdinand Ramdohr (1815–1873), Landschullehrer, Cantor u. Organist in Meynkoth, Velpke[96] und Jerxheim; ⚭ 1837 mit Friederike Wilhelmine Auguste Moldenhauer (1818–1885)
          - Gustav August Wilhelm Ramdohr (* 22. März 1844 in Meynkoth; † um 1910); Kaufmann, ab 1890 unbesoldeter[97] Stadtrat, um 1904 Automobil-Halter[98] in Leipzig; ⚭ 1872 ebenda m. Johanna Margarethe Linke (* 29. November 1849) aus Leipzig
            - Friedrich Wilhelm Ramdohr (* 28. Juni 1876 in Leipzig)

          - Carl Theodor Friedrich Bernhard Ramdohr (* 7. September 1851 Velpke), Kaufmann in Schönebeck[99] ⚭ 1877 ebenda mit Auguste Moldenhauer (* 31. Januar 1852) aus Schönebeck

      - Johann Carl Ferdinand Ramdohr (1792–1850), Buchbindermeister, 1844 wohnhaft Kattreppeln 238 in Braunschweig[100]
      - Theodor Heinrich Ehrenreich Ramdohr (1804–1877), Kaufmann in Lichtenberg, um 1844 Salzniederlage-Inhaber zu Braunschweig[101], um 1868 Partikulier in Braunschweig Hagenmarkt 12
        - Carl August Theodor Ramdohr (* 21. Januar 1833), Kaufmann, wanderte 1882 aus nach Amerika
          - Martha Ramdohr (* 1863), ⚭ Bäckermeister Rast in Hildesheim
          - Theodor Ramdohr (* 1865), wanderte aus nach Amerika

        - Johanna Hermine Therese Ernestine Ramdohr (* 24. Mai 1847), ⚭ Eisenbahnsekretär Overbeck in Braunschweig
          - Franz Georg August Ehrenreich Overbeck (* 9. August 1868 in Braunschweig), ausgewandert nach Brooklyn
- Carl Friedrich Christoph Hartwig Ramdohr (1771–1843), Zoll-Einnehmer in Braunschweig; ⚭ (1) 1795 mit Dorothea Sophia Giers (1769–1831) aus Peine; ⚭ (2) 1831 mit Henriette Christ. Duderstadt (1812–1872) aus Wolfenbüttel, wohnt 1868 als Witwe Hintern Brüdern 36
  - August Philipp Hartwig Ramdohr (1805–1890), ab 1835 Bankier[102], um 1854 Agent der Colonia[103] in Naumburg; ⚭ 1836 mit Louise Hoffmann aus Magdeburg
    - Louise Sophie Ramdohr  (* 9. August 1849 in Naumburg); ⚭ 1871 mit Max Hermann von Etzdorff in Magdeburg
      - Ulrich von Etzdorff (* 18. Februar 1880 in Magdeburg)

  - Carl Wilhelm Ramdohr (1806–1885), Hof-Kunsthändler und Verleger (Ramdohrsche Buchhandlung), Stadtrat in Braunschweig, Präsident des 1836 gegründeten Kunstclubs „Palette“[104]
    - Rudolf Wilhelm Ramdohr (* 23. Juni 1839; † 1908), studierte 1853 Kunsthandel[105] am Collegium Carolinum, Ramdohr'sche Buchhandlung in Braunschweig, Langerhof 3[106], 1901 Inhaber einer Versicherungsagentur und Stadtrat
    - Karl Leo Friedrich Ramdohr (* 29. März 1841), um 1893 Inhaber des Kaufhauses „Peter Georg Palis“ in Magdeburg
      - Kurt Karl Anton Ramdohr (1876–1945), Präsident der IHK Magdeburg
        - Günther Ramdohr (1907–2000), Textilkaufmann, Frankfurter Stadtverordneter, war im Vorstand der BfA[107]

    - Otto August Ramdohr (* 18. August 1844 Braunschweig), Kaufmann in Mendoza (Argentinien); ⚭ am 30. August 1890 ebenda mit Anna Christine Henriette Wittenstein aus Bremen
      - Camilla Antonie Justine Ramdohr (* 10. November 1891 in Mendoza)

    - Pauline Ramdohr (1847–1874), ⚭ mit Victor Heymann
    - Hermann August Ramdohr (1850–ca. 1920), Orthopäde und Inhaber des Zanderinstituts zu Leipzig
      - Hermann Franz Ramdohr (* 2. September 1881)
      - Bernhard Wilhelm Ramdohr (* 31. Oktober 1883), um 1909 Landwirtschaftsbeflissener und Kraftradhalter[108] in Leipzig-Anger
      - Max Erich Ramdohr (* 9. Mai 1891), Unteroffizier, 1920 stud. jur., Angeklagter der Leipziger Prozesse[109]

  - Theodor Heinrich Ramdohr (* 30. Januar 1810 Braunschweig; † um 1890 ebenda), Zahnarzt und Chirurg; ⚭ 1846 Clara Herzbruch aus Burg
    - Theodor Heinrich Julius Ramdohr (* 16. Oktober 1858 in Braunschweig); Kaufmann in Hamburg; ⚭ 1892 Marie Adelaide Nicoline Friedrichs aus Leer

  - Friedrich Wilhelm Ramdohr (* 15. Februar 1836 in Braunschweig; † nach 1893) Kaufmann ebenda; ⚭ 1863 mit Emilie Mügge (1834–1884)
    - Emil Friedrich Wilhelm Ramdohr (* 5. April 1864 in Braunschweig; † 1914) Kaufmann, ab 1892 Teilhaber[110] der Kommissions-Wollhandelsfirma Focke & Ramdohr, und Braunschweigischer Konsul[111] in Bremen; ⚭ 1892 mit Kunigunde Haupt (* 28. Juli 1867), Tochter des Kaufmanns Friedrich Ludwig Heinrich Haupt aus Bremen
      - Emilia Gisela Ramdohr (* 1. November 1892 in Bremen)

## Trivia
Das 1803 untergegangene Dragonerregiment „von Ramdohr“ taucht noch heute namentlich auf Tonträgern auf. Um 1782 bis 1790 erstellte ein anonymer Komponist den Marsch des Kurhannoverschen Dragoner-Regiments von Ramdohr. Dieser fand nach der Annexion Hannovers durch Preußen 1866 mit anderen hannoverschen Militärmärschen Eingang in die Preußische Armeemarschsammlung von 1900:
I. Sammlung: Langsame Märsche für die Infanterie (Präsentiermärsche für Fußtruppen)
- I, 85 Marsch des Kurhannoverschen Dragoner Regiments von Ramdohr a. d. Zeit um 1790, arrangiert von Gustav Roßberg

III. Sammlung: Kavalleriemärsche (Präsentier- und Parademärsche für die berittenen Truppen)
- III, 102 Marsch des Kurhannoverschen Dragoner Regiments von Ramdohr, das Rgt. stand in Verden (Aller)

Tonträger:
- J. Schade; G. Pätzig; Heeresmusikkorps 6 d. Bundeswehr: „Marschmusik am brandenburgisch-preußischen Hofe 1685–1823 in historischen Originalbesetzungen, Bläser des Heeresmusikkorps Hamburg unter Leitung v. Major Johannes Schade“; Telefunken, Hamburg 1967.
- Oberstlt. H. Schlüter, Oberst J. Schade: „Deutsche Armeemärsche und Der grosse Zapfenstreich (5CD) – Marschmusikraritäten a. fünf CDs. Heeresmusikkorps 5 Koblenz“; Bauer Studios Ludwigsburg.
- Deutsche Heeresmärsche (CD 1 bis 5), Heeresmusikkorps 5 Koblenz, Bauer Studios, Ludwigsburg 2001; EAN-Code 4012116727838.

## Weitere Literatur
- H. Grote (Hrsg.): Geschlechts- und Wappenbuch des Königreichs Hannover und des Herzogthums Braunschweig. 1843.
- Wolf-Dieter Ostermann: Andreas Ramdohr. in: Wolf-Dieter Ostermann: Lebensbilder aus Harz und Börde. S. 19–26. Band 1, Halle 1999. ISBN 3-933046-35-1.

## Sekundärliteratur
- Rudolf Steinmetz: Die Generalsuperintendenten von Hildesheim. in: Zeitschrift der Gesellschaft f. Nds. Kirchengeschichte 1939. S. 101–168. (zu CROME sen. in Alfeld)
- Werner Kleinschroth: Stammlisten der Mitglieder des Familienverbandes Krome–Crome. Goslar 1986, S. 45, 61.
- F. C. Drosihn: Aschersleben im 19. Jahrhundert. Aschersleben 1900, (Neudruck Naumburg 2000) ISBN 3-86156-041-0.